# Stade Jean-Loustau
Le stade Jean-Loustau, est un ancien stade omnisports de nos jours disparu situé jadis à Mont-de-Marsan dans le département français des Landes.

## Historique
En 1911, le Patronage laïque de la jeunesse acquiert un terrain dans le quartier de Saint-Médard auprès de la famille Burgalat. Il sert ainsi de base à l'édification d'une enceinte sportive alors destinée à la pratique du rugby et du football. Inauguré le 23 février 1912, le stade est désigné sous le nom de ses anciens propriétaires, le « stade du Burgalat ». Après la Première Guerre mondiale, il est officiellement nommé « stade Jean-Loustau », du nom du capitaine de l'équipe de rugby du Stade montois, mort dans les premiers jours du conflit,.
Il est équipé d'une tribune en 1941.
Le 18 avril 1951, le président du Stade montois omnisports acquiert la propriété du stade auprès de l'amicale laïque.
Après le déménagement en 1965 de l'équipe du Stade montois rugby au stade Barbe d'or, une piste de vélodrome est aménagée pour les besoins du Stade montois cyclisme, tout en conservant l'intégrité de la pelouse, ce qui donne une piste à quatre virages plutôt qu'un ovale ; elle est inaugurée le 7 juin 1971, entre autres en présence des cyclistes Luis Ocaña, Bernard Thévenet et Cyrille Guimard,. Elle est construite à l'initiative du coureur local Pierre Cescutti et par son entreprise,.
Le centre hospitalier de Mont-de-Marsan, dont les bâtiments avoisinent le terrain du stade Jean-Loustau, rachète la propriété en 2012 au club omnisports du Stade montois, dans l'optique d'agrandir et développer l'hôpital Layné ainsi que d'implanter des places de parking.
La démolition de la tribune historique, ainsi que celle des vestiaires et du club-house de la section cyclisme, est effectuée 18 janvier 2017, après un premier démantèlement de la toiture la veille,.

## Structures et équipements
Le stade se compose d'un terrain, bordé d'une tribune et entouré d'un vélodrome.
Le sol de la pelouse, légèrement sablonneux, permet d'éviter de disputer les matchs sur un terrain boueux. De plus, la largeur du terrain de jeu s'étend au maximum des dimensions autorisées, afin de favoriser les crochets et les changements de pied durant les rencontres de rugby. Les équipements restent néanmoins austères en comparaison avec les autres stades de rugby des années 1950 et 1960.

## Utilisations du stade
Le stade Jean-Loustau est notamment utilisé par l'équipe de rugby à XV du Stade montois, jusqu'au déménagement de ces derniers au stade de Barbe d'or, plus tard renommé stade Guy-Boniface. Bien que l'équipe première n'évolue plus à Jean-Loustau, les joueurs en catégorie féminine et junior y sont toujours présents.
Sa piste de vélodrome est également utilisée par la section cyclisme du Stade montois.
Le championnat des Landes de cyclisme se tient une dernière fois au stade Jean-Loustau le 13 février 2016.
Après six années sans vélodrome dans la ville, le vélodrome Luis-Ocaña est inauguré le 7 juillet 2023, date de la 7e étape du Tour de France partie de la place Joseph-Pancaut à Mont-de-Marsan.

## Jean Loustau
Jean Augustin Laurent Loustau naît le 10 février 1893 à Lesperon. Scolarisé au lycée Victor-Duruy de Mont-de-Marsan, il joue dans « Les Boutons d'Or », l'équipe de rugby du lycée, dans laquelle il évolue au poste de troisième ligne. Il est par la suite recruté par le Stade montois.
Il est nommé capitaine durant la saison de 1913 grâce à ses qualités morales et sportives. Il mène ensuite son équipe au titre de champion de la Côte d'Argent 4e série en restant invaincu. Il inscrit notamment l'essai de la victoire lors d'un match décisif pour le gain du titre.
Jean Loustau, devenu soldat au 34e régiment d'infanterie, est mobilisé au début de la Première Guerre mondiale en août 1914. Envoyé à la bataille de Charleroi, il est tué le 29 août 1914, moins d'un mois après la mobilisation générale, à l'âge de 21 ans.
Son nom est donné au stade de Mont-de-Marsan en son honneur en 1922.

## Galerie

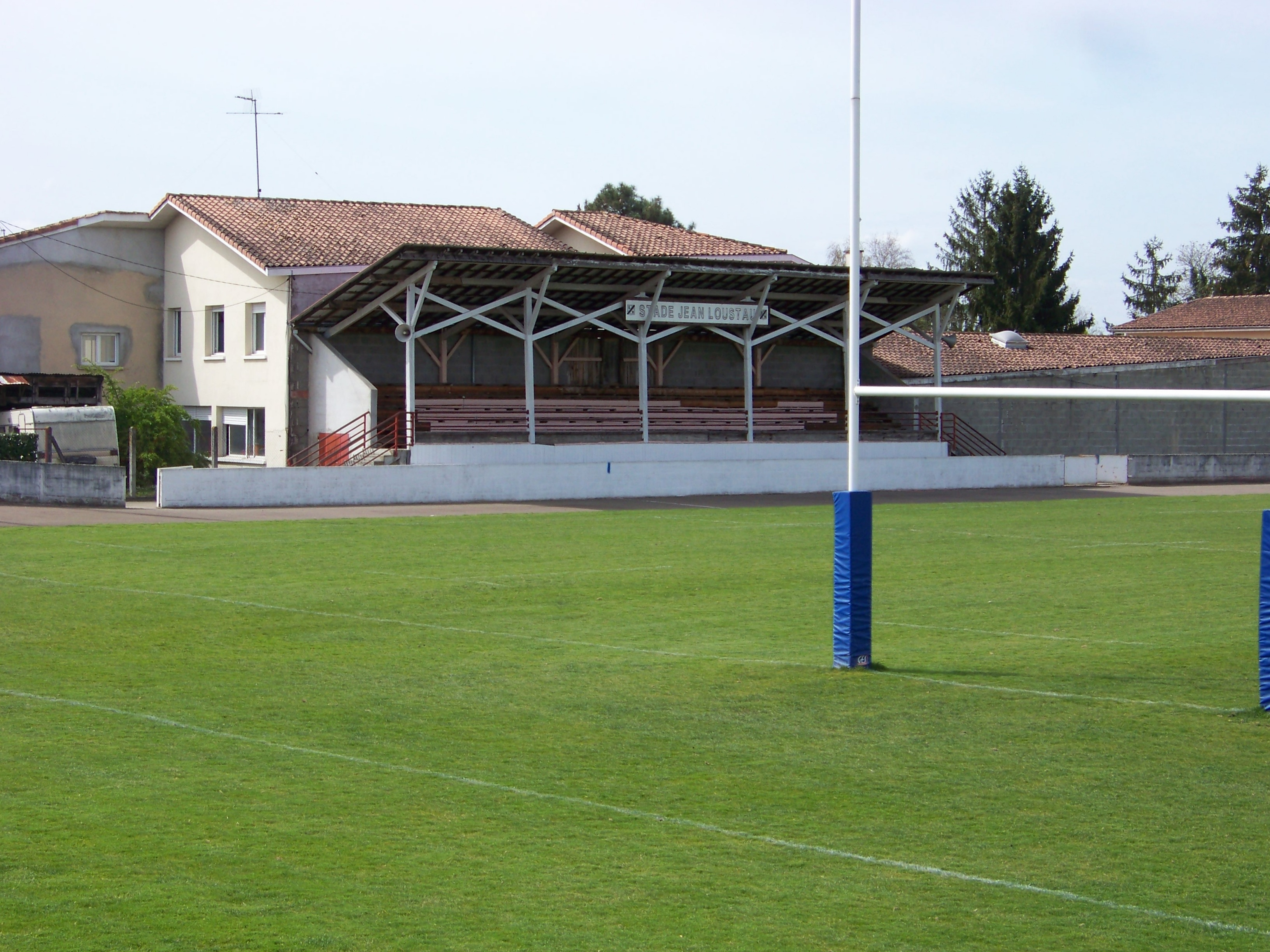
Le terrain de rugby
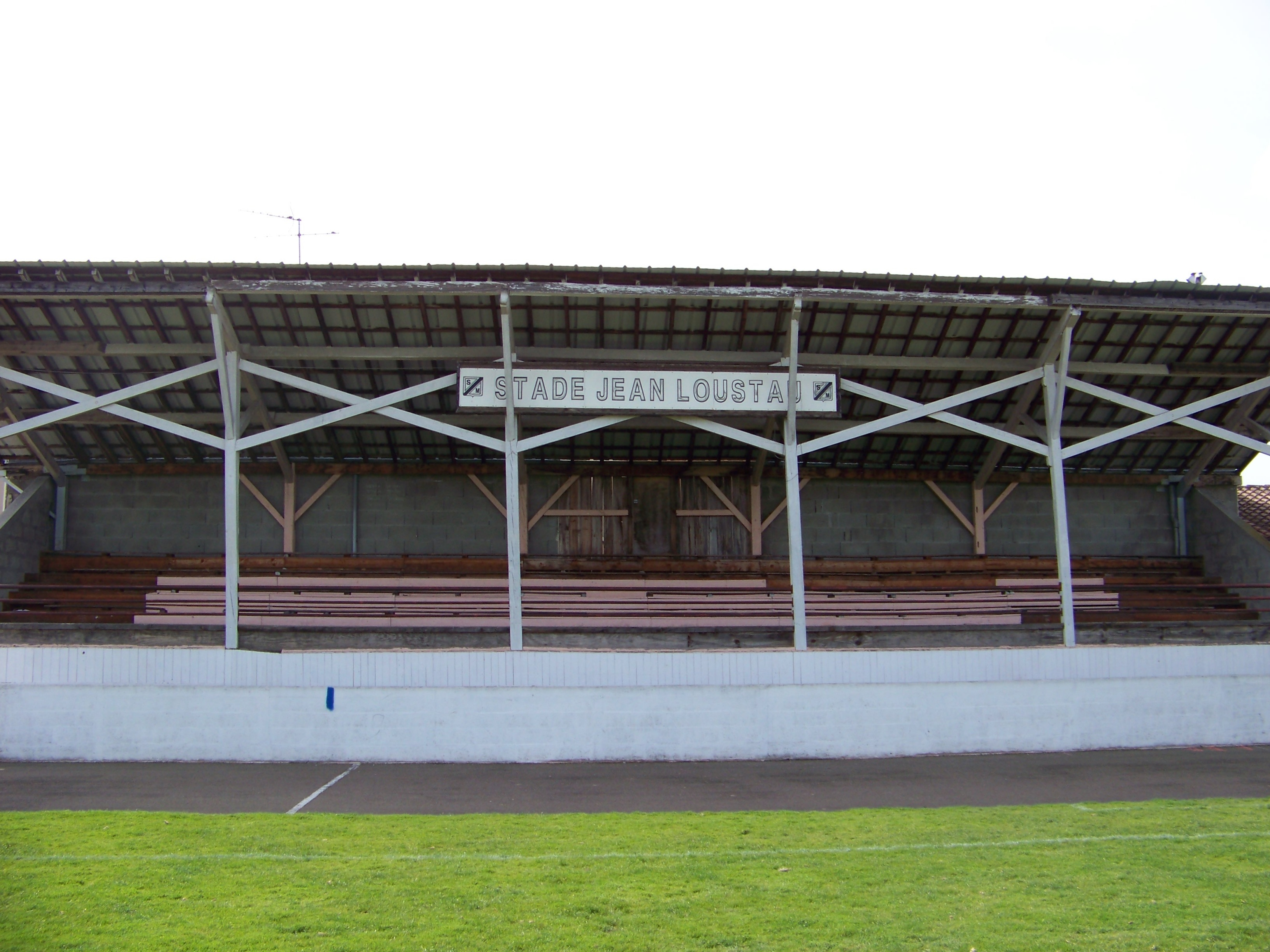
La tribune
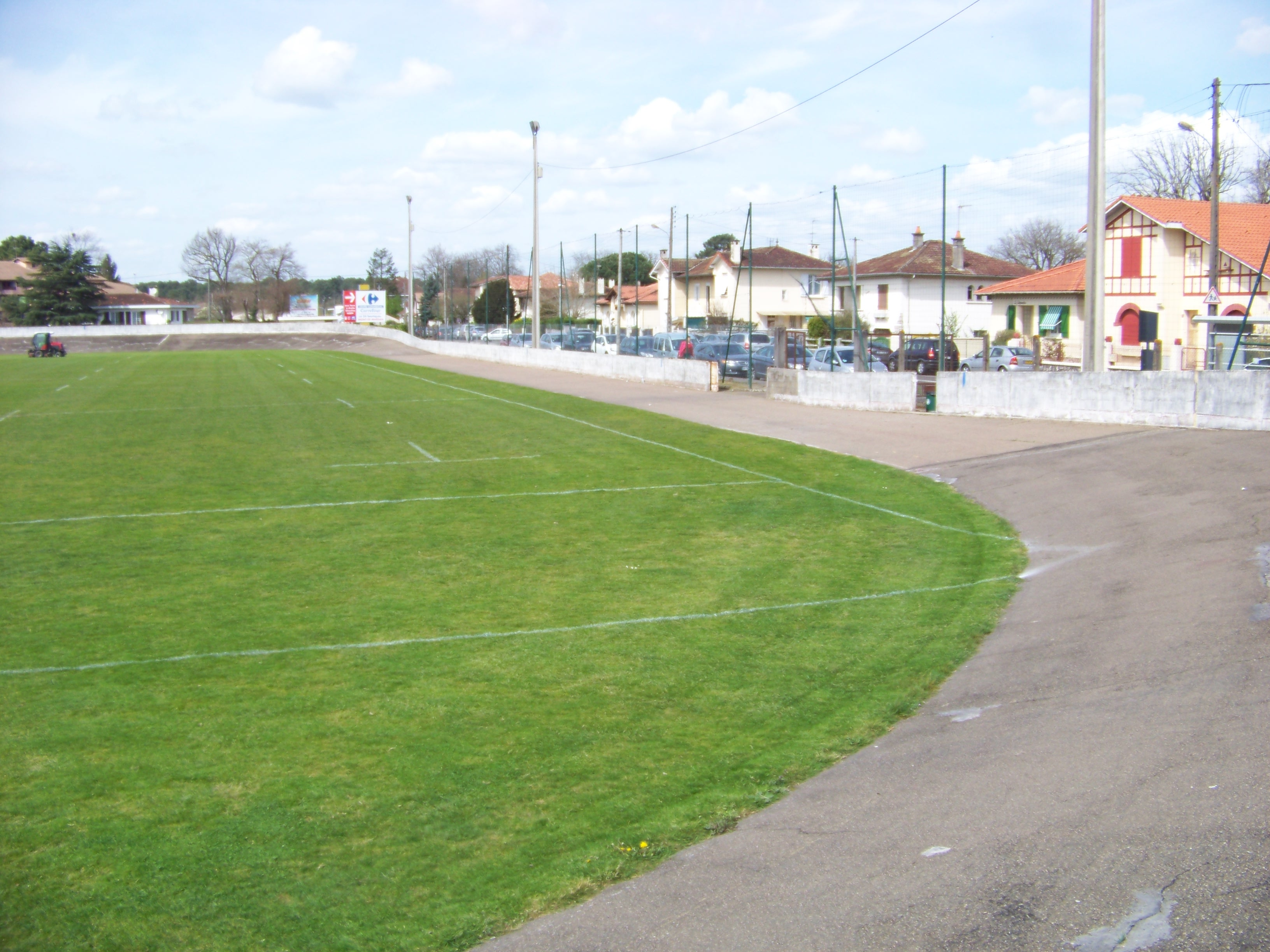
La piste cycliste
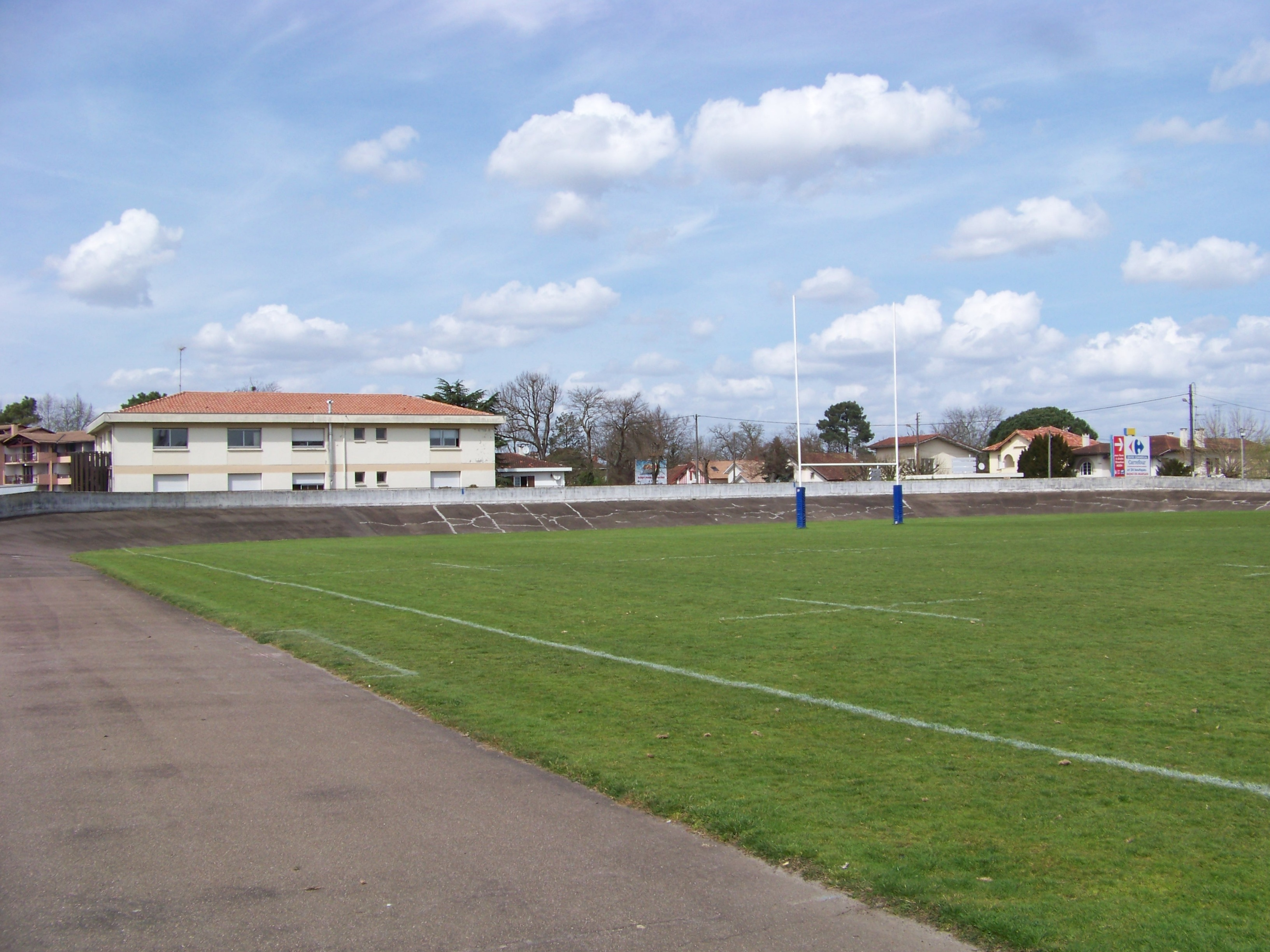
Vue générale